# 유희 (성양공왕)
성양공왕 유희(城陽共王 劉喜, ? ~ 기원전 144년)는 중국 전한의 황족·제후왕으로, 성양왕이다.

## 생애
성양경왕 유장의 아들로, 성양경왕 2년(기원전 177년)에 아버지가 죽자 그 뒤를 이어 성양왕이 되었다.
기원전 169년, 폐지된 회남국이 부활하면서 회남왕으로 옮겨 봉해졌고 성양국은 폐지돼 성양군이 됐다. 회남국이 폐지된 것은 예전에 회남여왕이 반란을 일으켰기 때문인데, 기원전 169년, 백성들이 회남왕과 문제의 불화를 노래로 풍자하자 문제는 자신이 회남 땅을 탐내서 동생을 쳤다고 백성들이 의심한다고 여겼다. 한편 양회왕이 아들 없이 죽자 양회왕의 태부 가의가 한나라에 편입된 옛 회남국 지역의 정정이 불안해졌기에 회남국을 회양국에 편입하고 회양국의 일부를 양나라에 편입하도록 진언했다. 이렇게 하는 것은 양나라로 제나라와 조나라를 막고, 회남국으로는 오나라와 초나라의 견제로 삼기 위한 것이었다. 문제는 가의의 진언을 따랐으나, 구체적인 형태는 달라져서 회양국은 폐지하고 회남국을 부활했고 이에 성양왕이 회남왕으로 옮겨간 것이다. 기원전 164년, 경제가 회남여왕의 아들 유안을 회남왕으로 봉하고, 전년에 폐지된 제나라를 분할하여 복국하면서(성양나라도 제나라에서 갈려나온 나라다) 유희는 복국된 성양나라로 돌아가 왕이 되었다. 오초칠국의 난 때에는 교서왕 유앙이 아버지처럼 한실에 충실한 번왕으로 여기고 아예 반란군에 가담하도록 청하지도 않아 무관하게 넘어갔다.
기원전 144년, 재위 33년 만에 죽었고, 아들 유연이 뒤를 이었다.

## 가계
- 성양경왕 유장
  - 성양공왕 유희
    - 성양경왕 유연
    - 뇌후 유희
    - 동관후 유길
    - 벽후 유장
    - 이향강후 유영
    - 유리후 유정
    - 동평후 유경
    - 운평후 유소
    - 산주후 유치
    - 해상후 유복
    - 균구후 유헌
    - 남성후 유정
    - 광릉상후 유표
    - 장원후 유고[6]